# Pád Saigonu
Pád Saigonu (anglicky Fall of Saigon) nebo osvobození Saigonu či druhá bitva o Saigon[zdroj⁠?!] bylo obsazení Saigonu, hlavního města Jižního Vietnamu vojsky Vietnamské lidové armády (PAVN) a Vietcongu 30. dubna 1975.
Střetnutí bylo poslední bitvou Vietnamské války. Skončila vítězstvím armády a Vietkongu. NLF a VDR nasadily 450 000 mužů proti 31 000 mužům Armády republiky Vietnam a Američanů, kteří se ještě nestáhli.

## Název
Pro události 30. dubna 1975 v Saigonu jsou užívány různé názvy. Vietnamská vláda je oficiálně nazývá „Dnem osvobození Jihu pro národní sjednocení“ (vietnamsky Giải phóng miền Nam, thống nhất đất nước) nebo „Dnem osvobození“ (vietnamsky Ngày Giải Phóng), zatímco termín „Pád Saigonu“ je obecně užíván v západním světě.
Příslušníky vietnamské komunity v zahraničí jsou události nazývány „Ngày mất nước“ („den, kdy jsme ztratili svou zemi“), „Tháng Tư Đen“ („černý duben“), „Národní den hanby“ (Ngày Quốc Nhục) či „Národní den rozhořčení/vzdoru“ (vietnamsky Ngày Quốc Hận).

## Operace Frequent Wind
Evakuace asi 6 970[zdroj⁠?!] vietnamských civilistů, amerických občanů a vietnamských prominentů ze Saigonu pomocí letectva a námořnictva USA. Probíhala 29.–30. dubna 1975. Účastnila se jí 76. Commander task force.

### Evakuace
- 1 373 občanů USA
- 5 595 občanů republiky Vietnam